# Kreda (geološko razdoblje)
Kreda (mletački tal. creda < lat. Creta, po grčk. otoku Kreti) je posljednje (treće) razdoblje u mezozoiku, koje je trajalo od 145,5 do 65,5 milijuna godina.
Tijekom Krede, prije 140 milijuna godina, Zemlja malo-pomalo počinje poprimati svoj sadašnji oblik: kontinenti se počinju razdvajati, pojavljuju se planinski lanci, a klima se ponovno mijenja. Prve naznake godišnjih doba rashlađuju zemaljsku kuglu u određeno doba godine, ali je još uvijek posvuda vrlo toplo. Pojava cvijeća predstavlja pravu revoluciju: Zemlja je prošarana bojama, a zrak ispunjen mirisom magnolija. Cvijeće, u početku malobrojno, postaje sve raznovrsnije i brojnije. Priroda se mijenja, što utječe i na prehranu životinja. Dinosauri biljojedi, koji proždiru goleme količine bilja, sučeljeni su s nedostatkom hrane. Prisiljeni su stoga jesti biljke koje mogu sadržavati pojedine kemijske sastojke od kojih se mogu otrovati.
Na kraju razdoblja, prije oko 65 milijuna godina, došlo je do velikog izumiranja raznih biljnih i životinjskih vrsta, među kojima su bili i dinosauri. Znanstvenici ni danas nisu sigurni što je uzrokovalo nestanak tih vrsta.

## Naziv i datiranje
Kao i kod drugih starijih geoloških razdoblja, naslage stijena koje definiraju kredu su vrlo dobro identificirane, ali točan početak i kraj variraju za nekoliko milijuna godina. Nikakvo veliko izumiranje ili bujanje života nije dijelilo kredu od jure. Međutim, kraj razdoblja je jasno definiran i smješten u naslage bogate iridijom koje se mogu naći svuda u svijetu i koje se povezuju s meteorskim kraterom Chicxulub na Yucatanu i u Meksičkom zaljevu. Ova naslaga je jasno datirana na 65,5 Ma. Sudar bolida sa Zemljom je vjerojatno odgovoran za veliko i temeljito proučavano Kredsko-tercijarsko masovno izumiranje. Riječ "kreda" dolazi iz latinskog gdje je, slično kao i u hrvatskom označavala naslage (kalcijev karbonata nataložene od strane umrlih beskralježnjaka pronađenih u naslagama gornje krede u Velikoj Britaniji i susjednoj kontinentalnoj Europi.

## Podjela
Kreda se obično dijeli na epohe donje i gornje krede. Faunalni stadiji od najmlađeg prema najstarijem su: 
| Gornja/kasna kreda |                                |
| Maastrichtij       | (70,6 ± 0,6 – 65,5 ± 0,3 Ma)   |
| Campanij           | (83,5 ± 0,7 – 70,6 ± 0,6 Ma)   |
| Santonij           | (85,8 ± 0,7 – 83,5 ± 0,7 Ma)   |
| Coniacij           | (89,3 ± 1,0 – 85,8 ± 0,7 Ma)   |
| Turonij            | (93,5 ± 0,8 – 89,3 ± 1,0 Ma)   |
| Cenomanij          | (99,6 ± 0,9 – 93,5 ± 0,8 Ma)   |
|                    |                                |
| Donja/rana kreda   |                                |
| Albij              | (112,0 ± 1,0 – 99,6 ± 0,9 Ma)  |
| Aptij              | (125,0 ± 1,0 – 112,0 ± 1,0 Ma) |
| Barremij           | (130,0 ± 1,5 – 125,0 ± 1,0 Ma) |
| Hauterivij         | (136,4 ± 2,0 – 136,4 ± 1,5 Ma) |
| Valanginij         | (140,2 ± 3,0 – 136,4 ± 2,0 Ma) |
| Berriasij          | (145,5 ± 4,0 – 140,2 ± 3,0 Ma) |

## Paleogeografija
Raširen je uglavnom u sjevernoj Njemačkoj, Engleskoj i susjednim krajevima. Zbog manjih orogenetskih pokreta na granici jure i krede došlo je u kredi do regresije u epikontinentalnim morskim područjima. Nakon toga ponovno je uslijedila transgrencija s manjim oscilacijama.
Za vrijeme krede, kasni paleozojski i rani mezozojski superkontinent Pangea je dovršio svoj raspad na današnje kontinente, iako su njihove pozicije bilo bitno drukčije od današnjih. Kako se Atlantski ocean proširio a Južna Amerika pomakla na zapad, Gondwana se raspala na Antarktiku i Australiju koje su se počele pomicati od Afrike (iako su Indija i Madagaskar ostali spojeni s njom). Tako aktivni rasjedi su stvorili velika podmorska gorja, podižući eustatičku razinu mora širom svijeta. Na sjeveru Afrike se more Tethys nastavilo sužavati. Unutar kontinenta, široko plitko more se nastavilo širiti u Sjevernoj Americi (Zapadni unutrašnji morski prolaz) a potom počelo povlačiti, ostavljajući debele morske naslage izmiješane s talozima ugljena.
Ostali važni kredski nalazi se pojavljuju u Europi i Kini. U oblasti današnje Indije, u kasnoj kredi i ranom paleocenu nataložile su se masivne naslage lave zvane Deccanske klopke. Klima je bila topla, a čak ni polarne regije nisu imale leda.

## Flora
Kritosjemenjače su se prvi put pojavile, iako nisu postale dominantne sve do (campanijskog doba). Njihovoj evoluciji je pridonijela pojava pčela, a angiosperme i insketi predstavlaju dobar primjer zajedničke evolucije. U kredi su se pojavili su se prvi preci mnogih suvremenih stabala uključujući, smokve, platane i magnolije. U isto vrijeme neke ranije mezozojske golosjemenjače, poput crnogoricasu nastavile bujati dok su neke druge klase, poput Bennettitales izumrle prije završetka razdoblja.

## Fauna

### Kopnene životinje
Na kopnu su sisavci bili mali i relativno nevažni sastojak faune. Faunom su dominirali arhosaurski reptili, posebno dinosauri, koji su se tada najviše razgranali. Pterosauri su bili česti početkom i sredinom krede, ali kako se kreda približavala kraju, tako su trpili sve veću konkurenciju zbog adaptivne radijacije ptica, te su pred kraj preostale samo dvije visoko specijalizirane porodice.
Fascinirajući uvid u život rane krede pružaju formacija Chaomidianzi u Kini s izvrsnom očuavnim ostacima velikog broja različitih tipova manjih dinosuara, ptica i sisavaca. Celurosaurski dinosauri su tamo predstavljeni kroz dosta tipova iz grupe maniraptora, koji predstavljaju tranziciju između dinosaura i ptica, te ističu perjem nalik na dlaku.
Za vrijeme krede insekti su se počeli granati, te su se pojavili najstariji poznati mravi, termiti i neki leptiri. Aphidi, skakavci i gymenoptere su se pojavili. Još jedan važan kukac koji je evoluirao u to vrijeme bila eusocijalna pčela, važna za ekologiju i evoluciju kritosjemenjača.
Brojni važni insekti su pronađeni u sibirskim lagerstätteima rane krede u Baisi.
- Tyrannosaurus rex, jedan od najvećih kopnenih grabežljivaca svih vremena, živio je tijekom kasne krede.
- Velociraptor je bio dinosaur s perjem i živio je tijekom kasne krede.
- Triceratops je jedan od najprepoznatljivijih rodova krede.
- Sisavci su činili manji dio kredske faune.
- Anhanguera piscator, pterosaur

### Morske životinje
U morima su raže, moderni morski psi i teleosti postali uobičajeni prizor. Morski reptili su uključivali ihthiosaure na početku i sredini krede, pleziosaure tijekom cijelog razdoblja, te mosasaure u kasnoj kredi.
Baculite, ravnoljušturna vrsta amonita bujala uje u moru. Hesperornithiformes su bile morske ptice koje nisu mogle letjeti, ali su zato plivale poput gnjurca. Globotrunkanidske Foraminifera su također bujale. Kreda je također vidjela prvu radijaciju dijatoms u aoceanima (slatkovodni dijatomi se nisu pojavili do miocena).
- Scena iz rane krede: Kronosaurus napada Woolungasaurusa.
- Tylosaurus je bio najveći poznati mosasaur, morski gmaz-mesožder koji se pojavio u kasnoj kredi.
- Vodena ptica Hesperornis nastanjivala oceane kasne krede.
- Discoscaphites iris, iz formacije Owl Creek.

### Izumiranje
Tijekom masovnog izumiranja koje određuje kraj krede veliki broj vrsta (~50%) i poznatih porodica (~25%) je nestao. Biljke su bile gotovo netaknute, dok su morski organizmi najteže pogođeni. To uključuje veliki broj (~95%) tipova planktonskih foraminifera (osim Globigerinida), te još veći broj Coccolithophorea, kao i sve amonite belemnitske glavonošce, te sve grebenske rudist mekušce), kao i sve morske reptile osim kornjača i krokodila. Dinosauri su bili najpoznatije žrtve kredskog izumiranja. Dinosauri koji su bili specifični za kraj razdoblja (kao Tyrannosaurus rex, Triceratops, i Ankylosaurus) su potpuno izbrisani. Posljednji pterosauri su izumrli, isto kao ptice iz reda Enantiornithes i Hesperornithiformes.
Intenzivno izumiranje insekata za vrijeme sredine krede počelo je u albiju.

## Poveznice
- Geološka razdoblja